# Estadio Gunther Vogel
El Estadio Gunther Vogel, conocido hasta el año 2011 como Estadio Ciudad Universitaria, es un estadio de fútbol de Paraguay que se encuentra ubicado en la ciudad de San Lorenzo, en la intersección de la Ruta Nacional PY02 y la calle Azara. En este escenario, que cuenta con capacidad para unas 6200 personas, hace las veces de anfitrión el equipo de fútbol del Club Sportivo San Lorenzo, propietario del predio.
Además suele disputarse en este recinto los partidos más importantes del campeonato local de la Liga Sanlorenzana de Fútbol como así también lo hace la Selección Sanlorenzana de Fútbol cuando lo utiliza en algunos partidos del campeonato de la U.F.I.

## Historia
El primer campo deportivo se instaló en el predio ubicado frente a la actual escuela Coronel Luis Caminos, Avenida Coronel Romero y Teniente Benítez, en esa época un gran baldío donde realizaba sus presentaciones.
Posteriormente en los años de la década de 1940 se adquirió un terreno de una hectárea donde se construyó el actual estadio.
Hasta la década de 1990 las graderías del estadio eran aún de madera, pero al retorno del Sportivo San Lorenzo a la Primera División en el año 1995 el estadio cambió sus viejos tablones por las graderías de cemento, además se amplió la altura de un sector de la gradería este y se eliminó la pequeña gradería que existía hacia el sector sur.
Aunque el estadio nunca tuvo una denominación oficial siempre fue conocido como Estadio Ciudad Universitaria. En el año 2011, ante la intención de redactar un nuevo estatuto para la institución, se decidió establecer un nombre para el estadio. La opción mocionada fue Gunther Vogel, en homenaje a un conocido empresario de la ciudad que ha apoyado considerablemente al club.
Para la temporada 2013 el estadio fue remozado en algunas de sus instalaciones, mejorando las cabinas de trasmisión para los periodistas y un tratamiento intenso del campo de juego.
Para la temporada 2015 se introdujeron más mejoras al estadio. En febrero terminó la instalación del sistema de regadío automático. Además ante el retorno del Sportivo San Lorenzo a la máxima categoría del fútbol paraguayo y, para cumplir con los requisitos de ser un estadio de primera división, también se construyeron las torres para la lumínica y el mejoramiento íntegro de los vestidores, entre otras mejoras.
En el Torneo Apertura 2015, debido a la imposibilidad de jugar como local en su estadio por los trabajos de mejoramiento del estadio, el Sportivo San Lorenzo ejerció de local en los estadios Juan Canuto Pettengill, Adrián Jara y Rogelio Livieres.
A principios de junio de 2015 llegaron al estadio las torres para la lumínica, y a menos de un mes de su llegada, las torres fueran levantadas y preparadas para la instalación del sistema eléctrico.
El estadio fue utilizado de nuevo en un partido de Primera División, tras doce años, en la segunda fecha del Torneo Clausura 2015, con lo que así fueron inauguradas las mejoras realizadas al estadio el jueves 9 de julio, el resultado del encuentro fue una derrota de 0 - 2 ante el club Nacional.
El 6 de agosto de 2015 se realizó la primera prueba del sistema de iluminación y por primera vez se encienderon las cuatro torres de la lumínica en el estadio. El 9 de agosto de 2015 se jugó por primera vez un partido oficial en horario nocturno, el cual correspondía a la sexta fecha del Torneo Clausura 2015 recibiendo al Club Rubio Ñu. El juego terminó empatado 1 a 1.
En el año 2019 el Sportivo San Lorenzo ascendió a Primera División, por lo que al estadio le fue agregada una pequeña segunda bandeja para 640 personas, además de 560 butacas nuevas en el resto de las graderías para aprovechar todo el espacio existente, por lo que la capacidad del predio fue ampliada a los 6.200 espectadores.
A comienzos del año 2025 el estadio fue refaccionado y puesto en condiciones (iluminación, césped, pintura, banquillos, vestuarios y cabinas de prensa) para ser utilizado en partidos de Primera División por el Club Guaraní en sus encuentros de local, ya que el estadio Rogelio Livieres de Asunción se encuentra en obras de ampliación y remodelación.